# Агафья Константиновна
Агафья (Ольга) Константиновна (после 1328 — после 1386) — ростовская княжна. Родилась приблизительно в начале 1330-х годов. Упоминается в Троицкой летописи в 1349/1350 году, когда она стала второй женой волынского князя Любарта Гедиминовича. Согласно родословным, от этого брака она родила единственного сына Дмитрия, которого в XIX веке считали родоначальником князей Сангушко. По другим указаниям, также у неё был сын Фёдор Любартович. Польские источники указывают, что Ольга Константиновна была матерью всех детей Любарта Гедиминовича.
Существует путаница с тем, кто был её отец:
- по одним сведениям, дочь ростовского князя Константина Васильевича от брака с дочерью Ивана I Даниловича Калиты Марией Ивановной (либо Феотиньей).
- Лицевой летописный свод называет её отцом Константина Борисовича (деда Константина Васильевича), также ростовского князя (личность его обеих жен неизвестна), однако указывает, что она была племянницей московскому князю Симеону Ивановичу Гордому, то есть мать была дочерью Ивана Калиты. Но это явная ошибка - Константин Борисович умер в 1307 году, и не мог быть её отцом.

Также ряд исследователей считают, что она была женой не Любарта, а ростово-усретинского князя Андрея Фёдоровича. Но этот князь приходился ей двоюродным братом, поэтому это маловероятно. Больше о ней сведений нет.